# Torre Grossa
La Torre Grossa è la torre più alta di San Gimignano (da cui il nome) e si trova in piazza del Duomo, accanto al palazzo nuovo del Podestà.

## Storia
Fu iniziata esattamente il 21 agosto del 1300, quattro mesi dopo che la città aveva ospitato Dante Alighieri, e venne terminata nel 1311. È alta 54 metri ed è l'unica, insieme alla più grande delle torri Salvucci (cosiddette "gemelle") in piazza delle erbe e a Torre Campatelli, in via San Giovanni, nella quale sia consentito l'accesso al pubblico.

## Descrizione
La torre poggia su un passaggio voltato ed ha, come tutte le altre torri sangimignanesi, base quadrata. Il paramento a vista è in pietra, tagliata in bozze ben regolari.
Sulla sommità, dalla quale si gode una stupenda vista sulla cittadina e sulla campagna circostante, è presente una cella campanaria, circondata da un camminamento protetto da parapetto poggiante su archetti pensili. la copertura della cella è piramidale e ricorda quella della vicina torre Rognosa.
La torre è visitabile con lo stesso biglietto del Museo Civico.

## Galleria d'immagini

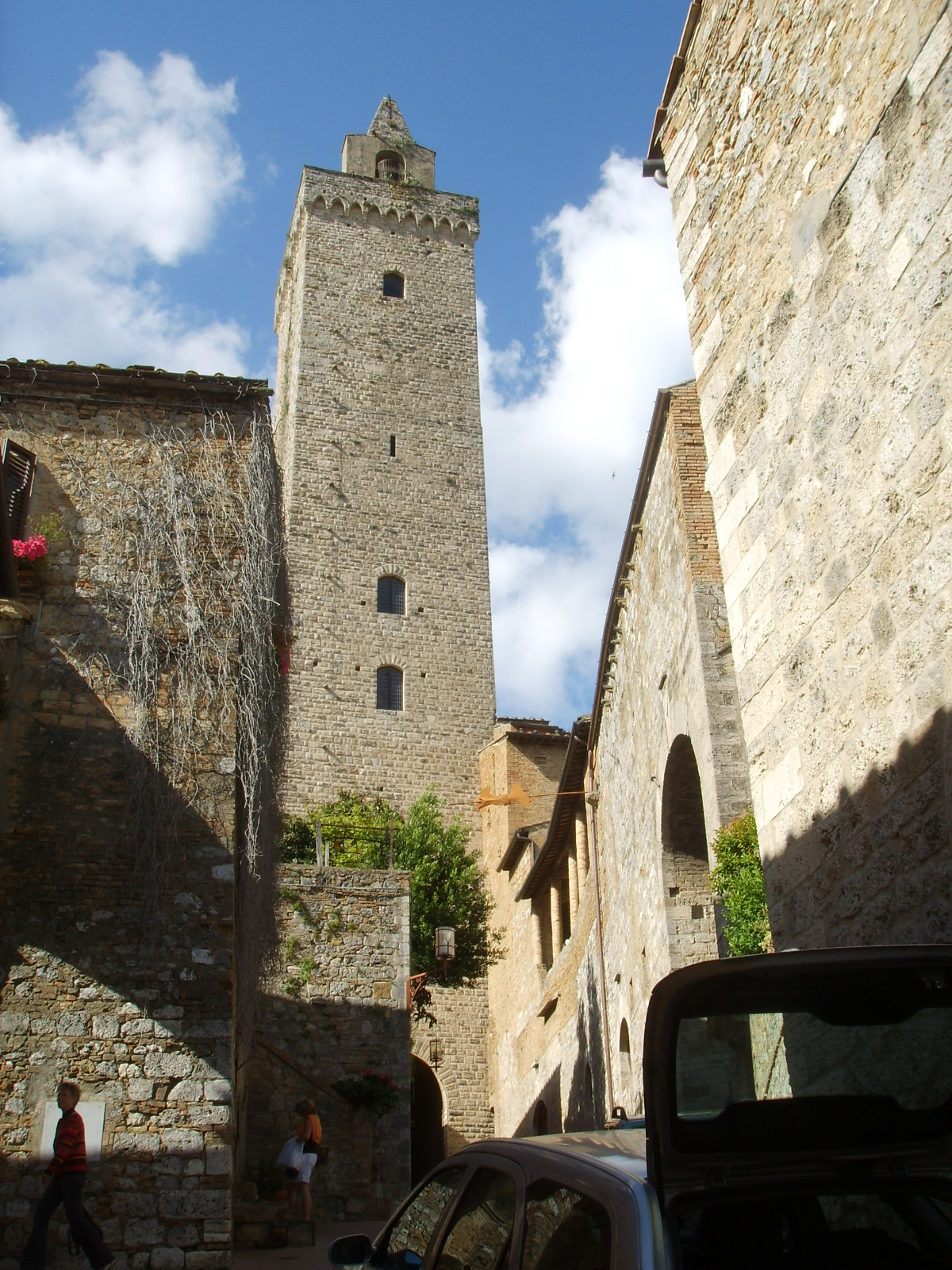
La torre Grossa vista dal retro
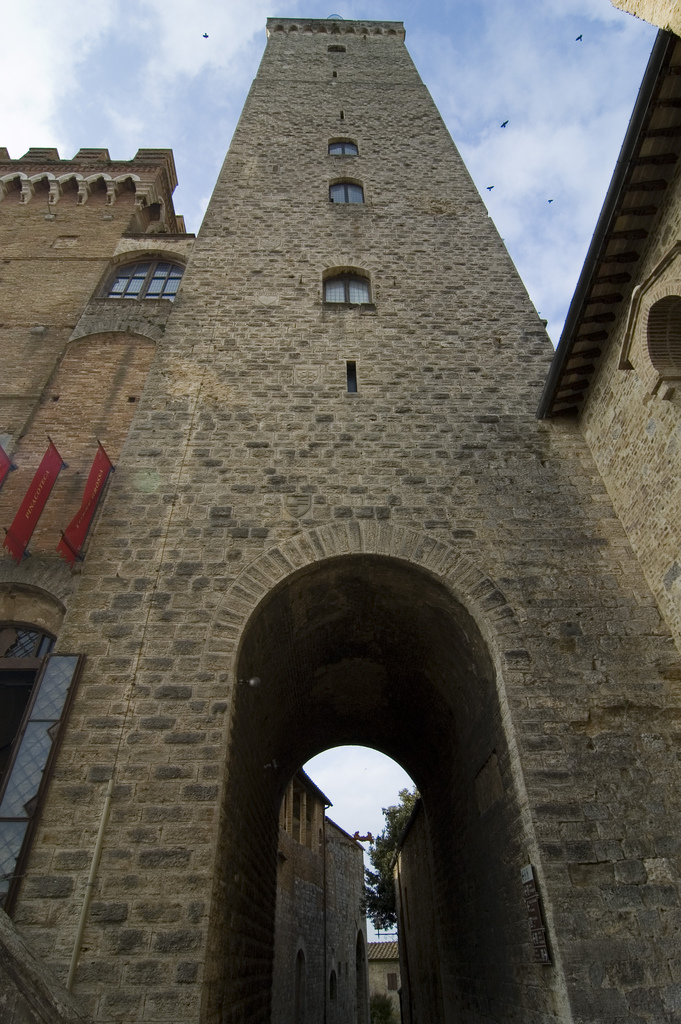
Scorcio
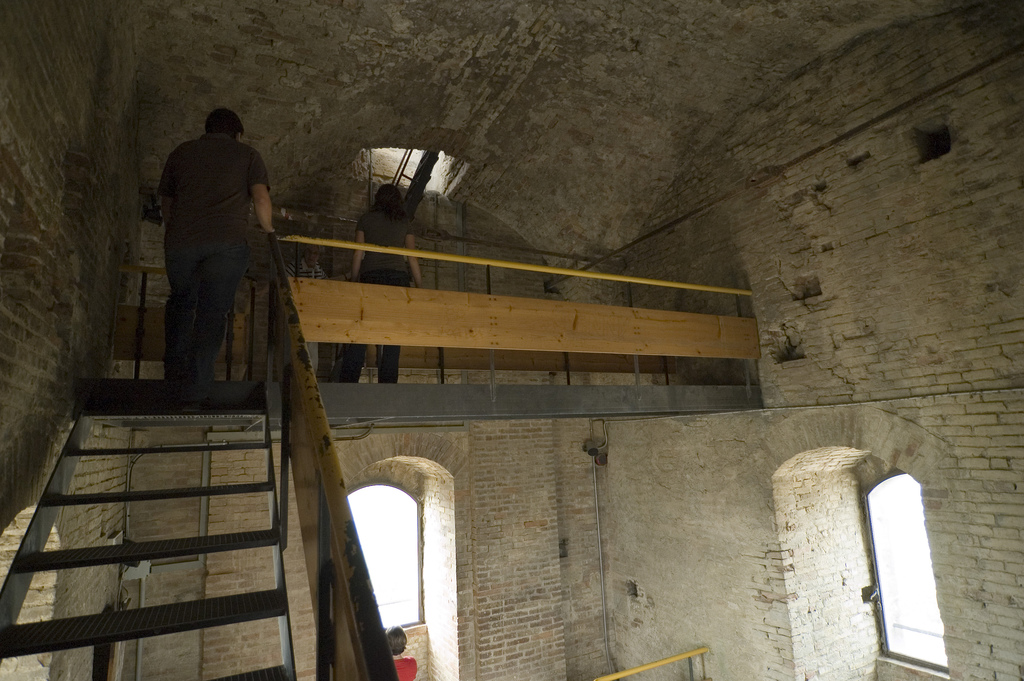
Le rampe di scale interne